# Droisy (Haute-Savoie)
Pour les articles homonymes, voir Droisy.
Droisy est une commune française située dans le département de la Haute-Savoie, en région Auvergne-Rhône-Alpes.

## Urbanisme

### Typologie
Au 1er janvier 2024, Droisy est catégorisée commune rurale à habitat dispersé, selon la nouvelle grille communale de densité à sept niveaux définie par l'Insee en 2022.
Elle est située hors unité urbaine. Par ailleurs la commune fait partie de l'aire d'attraction de Genève - Annemasse (partie française), dont elle est une commune de la couronne,. Cette aire, qui regroupe 158 communes, est catégorisée dans les aires de 700 000 habitants ou plus (hors Paris),.

### Occupation des sols
L'occupation des sols de la commune, telle qu'elle ressort de la base de données européenne d’occupation biophysique des sols Corine Land Cover (CLC), est marquée par l'importance des territoires agricoles (52 % en 2018), une proportion identique à celle de 1990 (52 %). La répartition détaillée en 2018 est la suivante : 
terres arables (50,6 %), forêts (46,2 %), milieux à végétation arbustive et/ou herbacée (1,8 %), zones agricoles hétérogènes (1,1 %), prairies (0,3 %).
L'IGN met par ailleurs à disposition un outil en ligne permettant de comparer l’évolution dans le temps de l’occupation des sols de la commune (ou de territoires à des échelles différentes). Plusieurs époques sont accessibles sous forme de cartes ou photos aériennes : la carte de Cassini (XVIIIe siècle), la carte d'état-major (1820-1866) et la période actuelle (1950 à aujourd'hui).

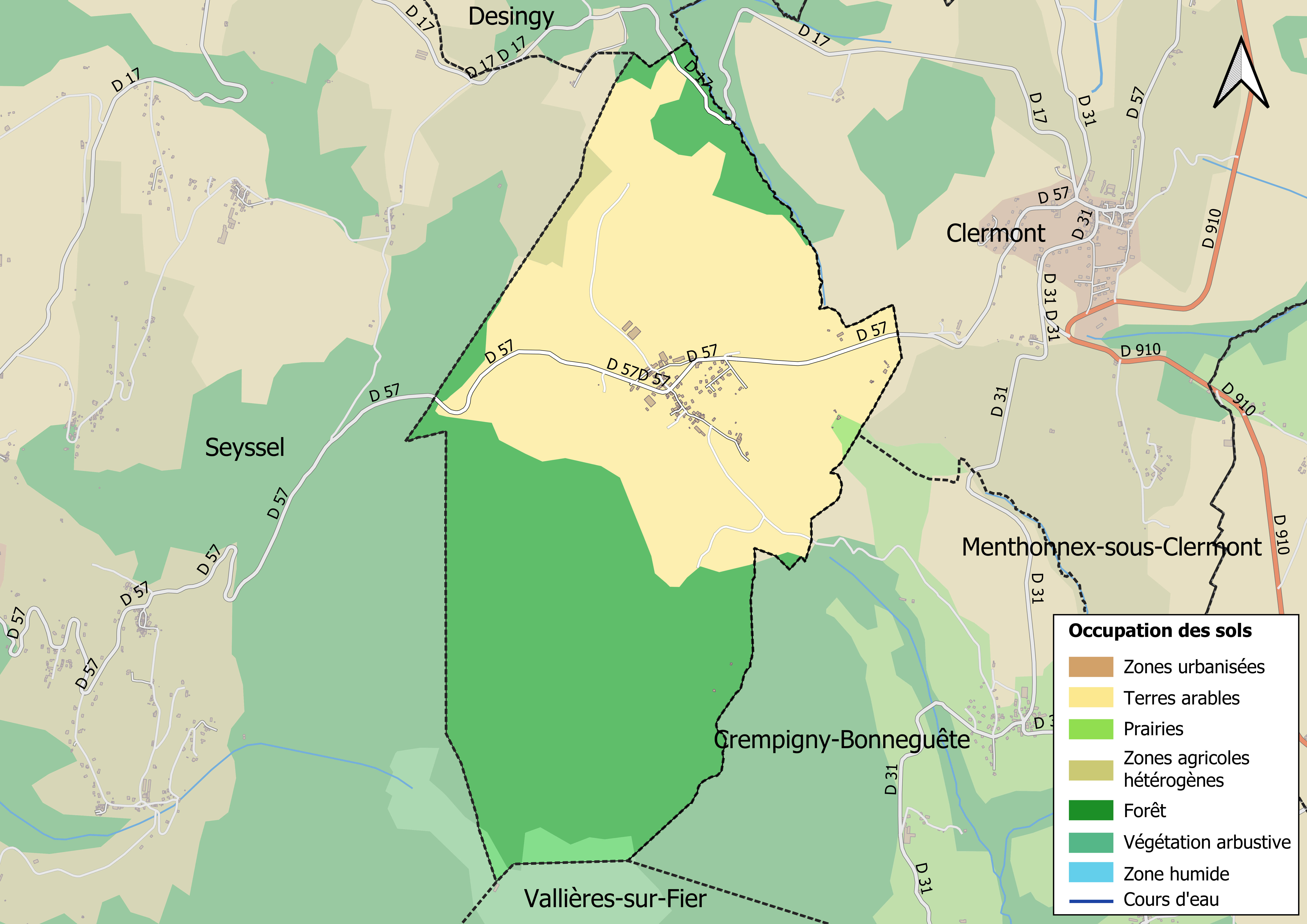
Carte des infrastructures et de l'occupation des sols en 2018 (CLC) de la commune.
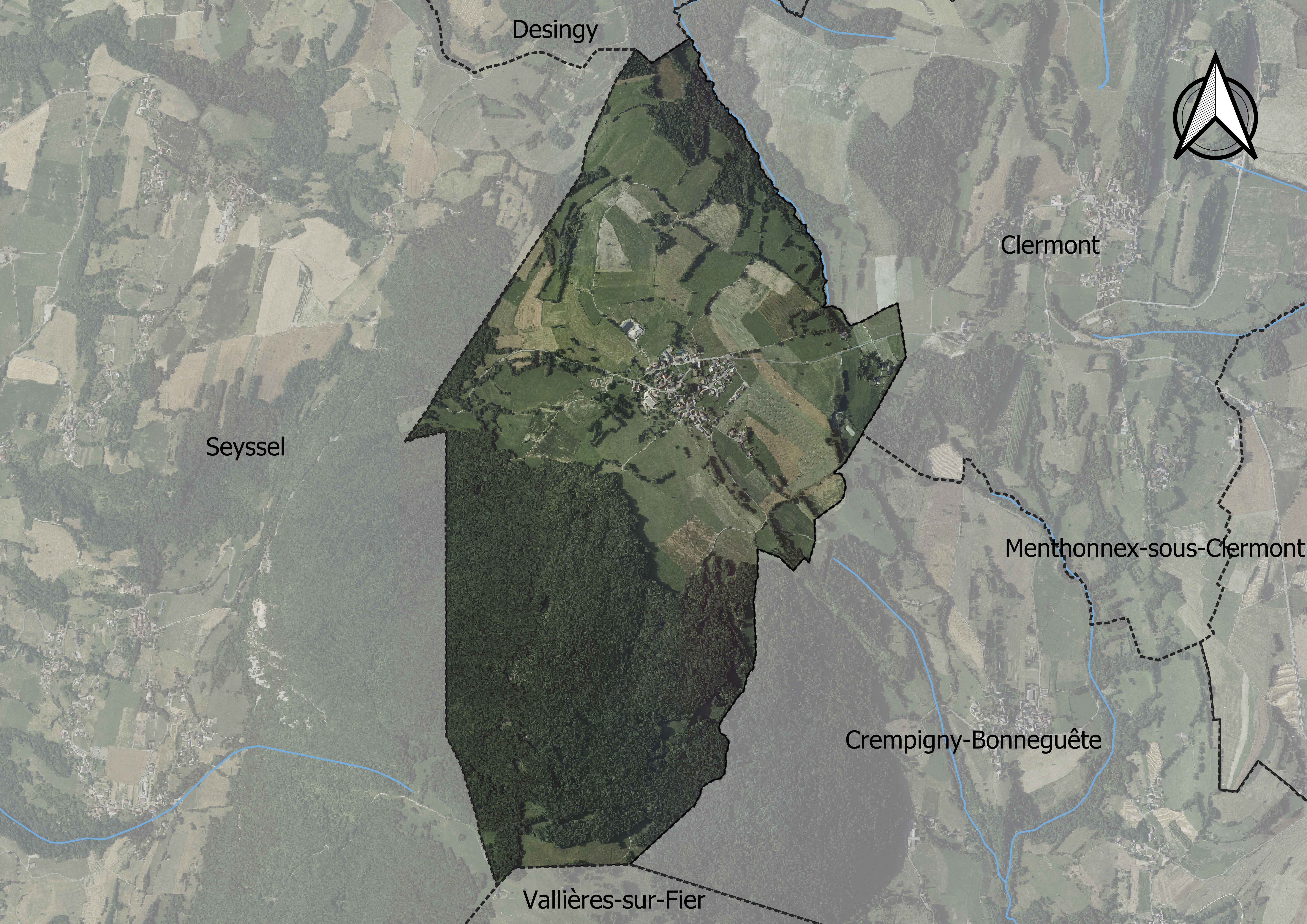
Carte orthophotogrammétrique de la commune.

## Toponymie
En francoprovençal, le nom de la commune s'écrit Drouêzi (graphie de Conflans) ou Drouèsi (ORB).

## Histoire
Le village de Droisy est considéré comme une commune à part entière depuis le XVIIIe siècle.

## Politique et administration

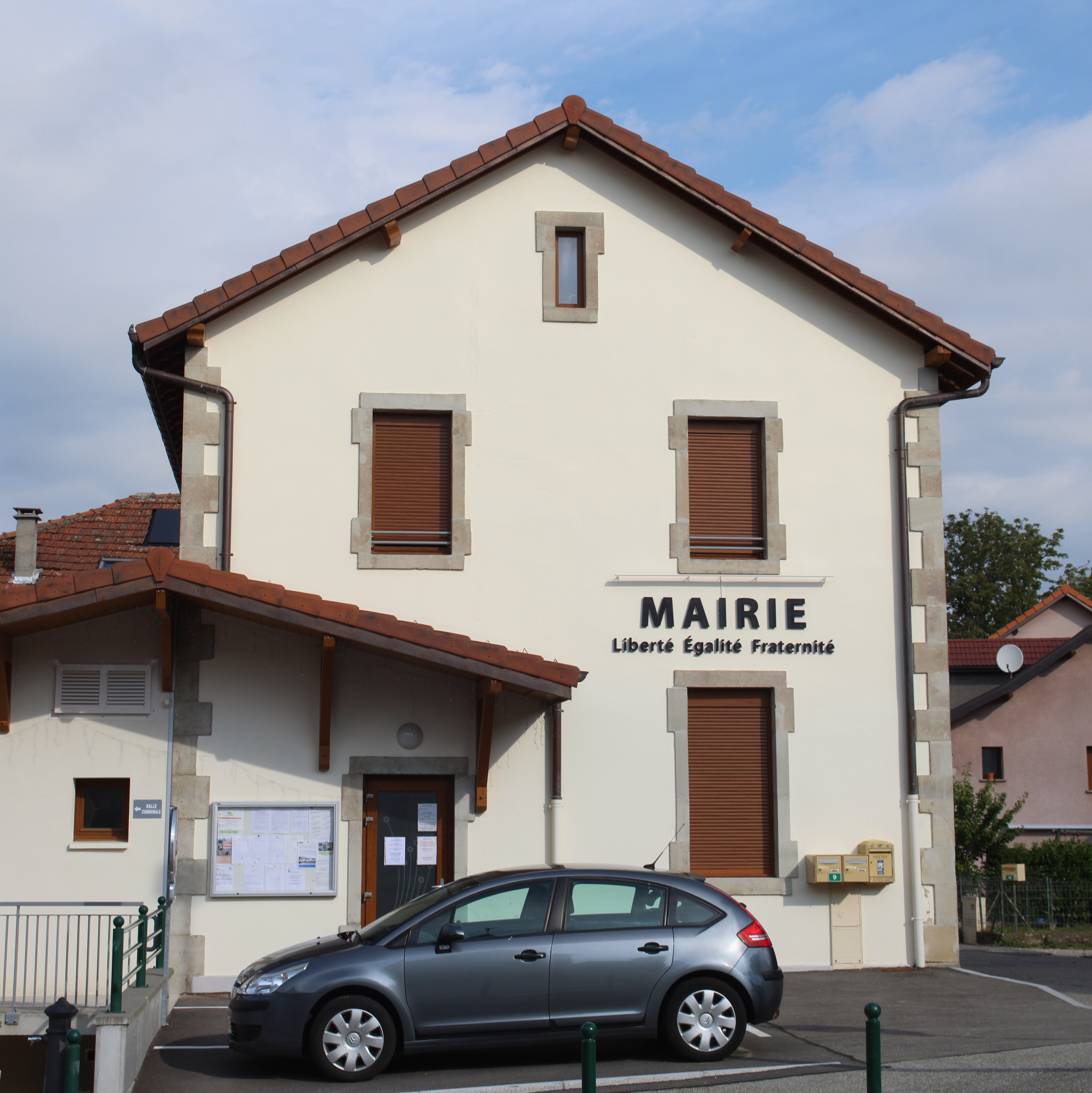
Mairie.

| Période                                  | Période  | Identité              | Étiquette | Qualité |
| ---------------------------------------- | -------- | --------------------- | --------- | ------- |
| avant 1995                               | ?        | Jean-Pierre de Chiara |           |         |
| mars 2014                                | En cours | Jean-Paul Forestier   | ...       | ...     |
| Les données manquantes sont à compléter. |          |                       |           |         |

## Démographie
L'évolution du nombre d'habitants est connue à travers les recensements de la population effectués dans la commune depuis 1793. Pour les communes de moins de 10 000 habitants, une enquête de recensement portant sur toute la population est réalisée tous les cinq ans, les populations de référence des années intermédiaires étant quant à elles estimées par interpolation ou extrapolation. Pour la commune, le premier recensement exhaustif entrant dans le cadre du nouveau dispositif a été réalisé en 2008.

En 2022, la commune comptait 153 habitants, en évolution de −5,56 % par rapport à 2016 (Haute-Savoie : +6,01 %, France hors Mayotte : +2,11 %).
| 1793 | 1800 | 1806 | 1822 | 1838 | 1848 | 1858 | 1861 | 1866 |
| ---- | ---- | ---- | ---- | ---- | ---- | ---- | ---- | ---- |
| 110  | 117  | 140  | 141  | 145  | 181  | 160  | 182  | 213  |

| 1872 | 1876 | 1881 | 1886 | 1891 | 1896 | 1901 | 1906 | 1911 |
| ---- | ---- | ---- | ---- | ---- | ---- | ---- | ---- | ---- |
| 204  | 194  | 191  | 176  | 163  | 159  | 156  | 165  | 148  |

| 1921 | 1926 | 1931 | 1936 | 1946 | 1954 | 1962 | 1968 | 1975 |
| ---- | ---- | ---- | ---- | ---- | ---- | ---- | ---- | ---- |
| 108  | 111  | 102  | 100  | 89   | 80   | 75   | 78   | 63   |

| 1982 | 1990 | 1999 | 2006 | 2008 | 2013 | 2018 | 2022 | - |
| ---- | ---- | ---- | ---- | ---- | ---- | ---- | ---- | - |
| 67   | 71   | 71   | 118  | 132  | 160  | 156  | 153  | - |

## Lieux et monuments
- Église, dédiée saint Sébastien[12] et à la Vierge[13], ancienne paroisse Notre-Dame, selon Raymond Oursel[14]